# Wonder Seven
Pour plus de détails, voir Fiche technique et Distribution.
Wonder Seven (7 jin gong) est un film hongkongais réalisé par Ching Siu-tung, sorti en 1994.

## Synopsis
Sept agents de la chine continentale constituent une brigade spéciale dont le rôle est de traquer les criminels qui agissent entre Hong Kong et le continent. Chargés de mettre hors d'état de nuire un dangereux trafiquant d'armes, ils tombent dans un piège. Lâchés par leurs supérieurs, nos sept héros doivent réagir au plus vite.

## Fiche technique
- Titre : Wonder Seven
- Titre original : 7 jin gong
- Réalisation : Ching Siu-tung
- Scénario : Ching Siu-tung et Tan Charcoal
- Pays d'origine :  Hong Kong
- Format : Couleurs - 1,85:1 - Mono - 35 mm
- Genre : Action
- Durée : 90 minutes
- Date de sortie : 1994

## Distribution
- Michelle Yeoh : Ying
- Li Ning : Jeffrey
- Andy Hui Chi-on : Superman
- Kent Cheng : Fatty
- Roger Kwok : Steelbar
- Xiong Xin-xin  : moine Shaolin
- Vincent Lau : Dragon
- Hilary Tsui : Tiny Archer
- Kwan Hoi-shan : chef
- Elvis Tsui : Coach
- Chin Ho : Tsun